# Pulicidae
Die Pulicidae sind eine Familie der Flöhe, zu der auch der Menschenfloh (Pulex irritans) gehört. Es handelt sich um blutsaugende Parasiten, vor allem bei Säugetieren. Sie schädigen den Wirt durch Blutentzug, einige Vertreter spielen auch als Krankheitsüberträger und als Auslöser von Allergien eine Rolle.

## Merkmale
Pulicidae sind einen bis acht Millimeter groß.
Die Mittelbrust (Mesonotum) hat keine Pseudoborsten unter dem Borstenkamm. Die Hinterbrust (Metanotum) und die abdominalen Rückenplatten (Terga) II bis VII tragen keine Randdornen und besitzen maximal jeweils eine Reihe Borsten. Die Luftöffnungen (Spiracula) sind ringförmig angeordnet. Das Sensillum hat sechs bis 14 Poren pro Seite. Der Hüfte des Mittelbeins (Mesocoxa) fehlt der äußere Innenkamm. Die Schiene des Hinterbeins hat keinen äußeren apikalen Zahn.

## Systematik
Die Familie umfasst etwa 160 Arten. Sie wird in vier Unterfamilien gegliedert:
- Archaeopsyllinae
- Pulicinae
- Spilopsyllinae und
- Xenopsyllinae.

Die Pulicidae gelten mit den Hystrichopsyllidae als die phylogenetisch ältesten Flohfamilien. Sie traten bereits in der Unteren Kreide oder im Oberjura auf. Am engsten sind die Pulicidae mit den Tungidae verwandt und werden mit diesen in die Überfamilie Pulicoidea gestellt.